# Don't Talk (Put Your Head on My Shoulder)
«Don't Talk (Put Your Head on My Shoulder)» es una canción por el grupo estadounidense The Beach Boys, de su álbum Pet Sounds de 1966. Esta es la cuarta canción del álbum. Brian es el único Beach Boy que se encontraba en su producción. Al igual que la mayoría de las canciones de Pet Sounds, esta, se centra en un punto de vista melódico e introspectivo de la desesperación y el desmoronamiento de un romance. La canción comenzó como un coral mudo.
En la parte que dice: "Listen to my heart...beat". Brian ha dicho:

Sentí muy profundamente en aquella línea. Una de las canciones más dulces alguna vez canté. Tengo que decir que estoy orgulloso de ello. La inocencia de juventud en mi voz, de ser joven y niño. Pienso que esto es lo que a la gente le gustó.
Brian Wilson.

Elvis Costello ha dicho: "El verano pasado, escuché 'Don't Talk (Put Your Head On My Shoulder)', tocada con un chelo. Sonaba preciosa y triste al mismo tiempo, tal y como suena en el Pet Sounds. Así que tranquilo, si todos los reproductores de discos en el mundo se rompen mañana, esas canciones podrán seguir siendo escuchadas dentro de cien años".

## Grabación
Hubo varios intentos de grabación, primero Brian tocando la canción en un piano acústico. Más tarde grabó un multipista, instrumental, un demo cantando a capella de sí mismo en todas las partes, lo que fue lanzado en el CD remasterizado de 1990, que erróneamente afirmó que fue toda la banda la grabación de un doblaje desechado, como Unreleased Backgrounds. La bajista Carol Kaye recuerda como Wilson les toco esta canción a los músicos de sesión, con el fin de dar a los músicos una idea de su composición.
La primera verdadera tentativa de grabación se produjo en una sesión a las 9 de la mañana el 11 de febrero de 1966 en Western Studios en Hollywood, California. La sesión (con el ingeniero de sonido Chuck Britz y bajo la producción de Brian Wilson), fue la grabación de la pista básica instrumental, y también se grabó la voz de Brian. La canción es una de las pocas canciones de The Beach Boys que no tiene coros. Sin embargo, hubo una sesión del 13 de octubre del año anterior en donde se grabó una versión con coros.
Había varias grabaciones de esta canción, incluyendo a Brian que tocaba una parte instrumental en un piano acústico. Más tarde Wilson grabó un instrumental, un demo acapella cantando todas las partes; esto fue publicado en la reedición en CD de Pet Sounds en 1990.

## Publicaciones
Fue publicada en el álbum de estudio Pet Sounds de 1966, volvió a aparecer en The Pet Sounds Sessions de 1997 con pistas vocales e instrumentales, y también apareció en la compilación Summer Love Songs de 2009.

## Músicos
- Arnold Belnick - violín
- Hal Blaine - batería
- Norman Botnick - viola
- Glen Campbell - guitarra
- Frank Capp - vibráfono, timpani
- Al de Lory - órgano
- Steve Douglas - Percusión
- Carol Kaye - bajo
- Lyle Ritz - contrabajo
- Joseph Saxon - chelo
- Ralph Schaeffer - violín
- Sid Sharp - violín
- Billy Strange - guitarra
- Brian Wilson - vocal
- Tibor Zelig - violín